# Cameraria aesculisella
Cameraria aesculisella är en fjärilsart som först beskrevs av Victor Toucey Chambers 1871.  Cameraria aesculisella ingår i släktet Cameraria och familjen styltmalar. Inga underarter finns listade i Catalogue of Life.